# Felix Bloch
Felix Bloch (ur. 23 października 1905 w Zurychu, zm. 10 września 1983 tamże) – szwajcarsko-amerykański fizyk, przez większość życia mieszkał i pracował w Stanach Zjednoczonych, laureat Nagrody Nobla w dziedzinie fizyki w roku 1952 za opracowanie nowych metod precyzyjnych pomiarów magnetyzmu jąder atomowych.

## Życiorys
Studia rozpoczął w Eidgenössische Technische Hochschule na kierunku inżynieryjnym, ale wkrótce po rozpoczęciu studiów przeszedł na fizykę. Po ukończeniu tej uczelni kontynuował naukę na Uniwersytecie w Lipsku, gdzie obronił doktorat w roku 1927; jego promotorem był Werner Heisenberg. Praca doktorska dotyczyła zastosowania powstałej kilka lat wcześniej mechaniki kwantowej do opisu właściwości faz skondensowanych, a przede wszystkim do rozwinięcia teorii ciała stałego (elektrony w kryształach, rozwój teorii przewodnictwa elektrycznego metali). Była to pierwsza taka próba – wcześniejsze zastosowania równania Schrödingera dotyczyły faz gazowych.
Do roku 1933 pozostał w Niemczech, współpracując z takimi fizykami jak Werner Heisenberg, Wolfgang Pauli, Niels Bohr i Enrico Fermi. W roku 1933, ze względu na rasistowską politykę III Rzeszy, wyemigrował do Stanów Zjednoczonych (jego rodzice byli Żydami), w roku 1939 uzyskał obywatelstwo amerykańskie. Rozpoczął pracę na Uniwersytecie Stanforda, gdzie pracował na stanowisku profesora fizyki teoretycznej.
W czasie II wojny światowej uczestniczył w badaniach energii jądrowej w ramach Projektu Manhattan w Los Alamos, następnie przeniósł się na Uniwersytet Harvarda i przyłączył do zespołu opracowującego techniki radarowe. W okresie powojennym prowadził badania dotyczące magnetycznego rezonansu jądrowego (równania Blocha), za co w roku 1952 został uhonorowany – wspólnie z Edwardem M. Purcellem – Nagrodą Nobla: za rozwinięcie nowych metod precyzyjnych pomiarów magnetyzmu jądrowego i za odkrycia dokonane przy ich zastosowaniu. W 1952 otrzymał Pour le Mérite za Naukę i SztukęOd 1964 był członkiem zagranicznym Królewskiej Holenderskiej Akademii Sztuk i Nauk.